# روبرت رينان
روبرت رينان هو لاعب كرة قدم برازيلي في مركز الدفاع، ولد في 11 أكتوبر 2003 في البرازيل.

## وصلات خارجية
- روبرت رينان على موقع قاعدة بيانات كرة القدم.إي يو (الإنجليزية)
- روبرت رينان على موقع ليكيب (الفرنسية)
- روبرت رينان على موقع Soccerway.com (الإنجليزية)
- روبرت رينان على موقع عالم كرة القدم.نت (الإنجليزية)